# Aenigma iris
Aenigma iris là một loài bọ cánh cứng thuộc họ Bọ chân chạy, và là loài duy nhất trong chi Aenigma. Loài này do Newman tìm thấy ở các vùng phía Đông Australia.